# De Frumerie
de Frumerie, även och ursprungligen Frumerie, är en svensk släkt av vallonskt ursprung. Martin Frumerie bodde från åtminstone 1616 i staden Leiden (Leyden) i nuvarande Nederländerna, där han omnämns i kyrkoböcker omväxlande med namnformerna Fremery, Framerie, de la Framerie och Delaframerie. Han kontrakterades 1635 av Louis de Geer som reformert predikant och skollärare vid Finspångs bruk för den vallonska bruksbefolkningen.
Av hans söner var David Frumerie (1641–1677) från 1666 till sin död verksam som målare och förgyllare i det då nyuppförda Drottningholms slott. En av dennes äldre bröder, mantalskommissarien i Kalmar län Josua Frumerie (1637–1712), blev far till livdrabanten Caleb Frumerie (1670–1738), som följde Karl XII till Poltava och Bender. Han adlades 1718 med namnet de Frumerie och blev senare överste för Kalmar regemente men slöt sin adliga släktgren på svärdssidan.
Den 31 december 2022 var följande antal personer folkbokförda i Sverige med namnen

- de Frumerie 21
- Frumerie 36

Tillsammans blir detta 57 personer. 
Kaptenen, sedermera franske medicinske doktorn, Gustaf de Frumerie, (1849-1936) var 1903-1930 bosatt i Paris, och var vid återkomsten till Sverige skriven de Frumerie.
Arkitekten Gustaf de Frumerie (1872-1947) lade till "de" till sitt namn 1926 enligt anteckning i Nacka församlingsbok 1926-30 om att hans farfar skulle ha hetat så enligt intyg från pastorsämbetet i Sunne församling i Värmland.

## Personer med efternamnet de Frumerie eller Frumerie
- Agnes de Frumerie (1869–1937), konstnär
- Caleb de Frumerie (1670–1738), militär, adlad
- David Frumerie (1641–1677), målare
- Elin Frumerie (1883–1966), målare
- Emma de Frumerie (född 1978), violinist
- Eric Frumerie (1777–1842), skarprättare
- Erik Frumerie (1876–1954), militär
- Gunnar de Frumerie (1908–1987), tonsättare och organist
- Gustaf de Frumerie (1872–1947), arkitekt
- Gustaf de Frumerie (1849–1936), läkare
- Karin de Frumerie (född 1978), skådespelare
- Karl Frumerie (1889–1972), läkare
- Mauritz Frumerie (1775–1853), medaljgravör och litograf
- Ossian Frumerie (1896–1955), målare och operasångare
- Per Frumerie (1908–1997), militär

## Släktträd (i urval)
- Martin Frumerie (död 1683), predikant, skollärare
  - Jean Frumerie (1634-1689), borgmästare, bruksägare mm (gm Sara Pemer)
    - Pehr Frumerie (1662-1713), landsfiskal, Örebro län
      - Matthias Frumerie (1689-1743), kapten, Nerikes och Wermelands regemente
        - Pehr Frumerie (1717-1777), löjtnant, Nerikes och Wermelands regemente
          - Adolf Fredrik Frumerie (1749-1803), sergeant, Nerikes och Wermelands regemente. Från honom finns fortfarande ättlingar med namnet i USA och Kanada.
          - Carl Gustaf Frumerie (1774-1859), godsägare, Önan, Värmland
            - Gustaf de Frumerie (1849–1936), läkare, gm Agnes de Frumerie (1869–1937), konstnär

        - Josua Frumerie (1731-1798), gruvarbetare, Hässlekulla gruva, Vintrosa
          - Eric Frumerie (1777–1842), skarprättare

    - Johan Frumerie (1663-1709), bergsfogde, Nora och Lindes bergslager
      - Johan Frumerie (d 1756), amiralitetssekreterare, Karlskrona
        - Claes Elias Frumerie (1724-1783), inspektor vid amiralitetskrigsmanskassan, Karlskrona
          - Mauritz Frumerie (1775–1853), medaljgravör och litograf

      - Pehr Frumerie (1697-1767), löjtnant, Nerikes och Wermelands regemente
        - Engelbrecht Frumerie (1735-1803), kapten, Nerikes och Wermelands regemente
          - Pehr Gustaf Frumerie (1782-1852), löjtnant, Nerikes och Wermelands regemente
            - Beata Josefina Regina Frumerie (1825-1881), gm Lars Gustaf Larsson, lantbrukare, Segerstad, Värmland
              - Ida Christina Larsson (1862-1958), gm Anders Gustaf Andersson, lantbrukare, bl a i Landsberga
                - Ossian Frumerie (1896–1955), målare och operasångare, gm Elin Frumerie (1883–1966), målare

            - Johan Alfred Frumerie (1832-1904), sjökapten, hamnkapten i Västervik
              - Gustaf de Frumerie (1872–1947), arkitekt
                - Gunnar de Frumerie (1908–1987), tonsättare och organist
                - Nils de Frumerie (1912–1998), civilingenjör, tjänsteman
                  - Göran de Frumerie (född 1936), oboeist och pianist
                    - Emma de Frumerie (född 1978), violinist

                  - Suzanne de Frumerie (född 1952)
                    - Karin de Frumerie (född 1978), skådespelare

              - Erik Frumerie (1876–1954), militär
                - Per Frumerie (1908–1997), militär

              - Elsa Frumerie (1885–1986), gm Knut Arvid Georg Sigvard Kinell
                - Erik Kinell (1912–2013), konstnär

              - Karl Frumerie (1889–1972), läkare

  - Josua Frumerie (1637-1712), mantalskommissarie i Kalmar län och på Öland
    - Caleb de Frumerie (1670–1738), militär, adlad

  - Daniel Frumerie (1639-1694 eller senare), skeppare, borgare i Öregrund. Hans sista ättling med släktnamnet avled 1882.
  - David Frumerie (1641–1677), målare